# Борисенко, Сергей Николаевич
Серге́й Никола́евич Борисе́нко (укр. Сергій Миколайович Борисенко; род. 17 апреля 1974, Черкассы) — украинский футболист, игравший на позиции нападающего.

## Биография
Воспитанник черкасской ДЮСШ, первый тренер — Рудольф Козенков. Профессиональную карьеру начал в местном «Днепре» в 1994 году. В феврале 1995 года перешёл в кировоградскую «Звезду». В первом же сезоне в составе кировоградского клуба стал победителем первой лиги Украины и команда получила право выступать в высшей лиге. Дебютировал в высшем дивизионе 25 июля 1995 года, выйдя в стартовом составе в домашнем матче против киевского «ЦСКА-Борисфена». В первом сезоне в высшей лиге забыл 10 голов и стал лучшим бомбардиром команды. В 1997 году перешёл в киевский ЦСКА, за который выступал меньше года.
В конце 1997 года стал игроком братиславского «Слована». В том же году, в составе словацкого клуба дебютировал в еврокубках, отыграв 4 матча в Кубке обладателей кубков против болгарского «Левски» и английского «Челси». За «Слован» выступал на протяжении 3-х сезонов. Становился чемпионом и обладателем кубка Словакии. В 2000 году перешёл во владикавказскую «Аланию», в составе которой провёл 2 матча в Кубке УЕФА против польской «Амики»
В 2001 году вернулся на Украину. Выступал за симферопольскую «Таврию» и бурштынский «Энергетик», однако закрепиться в составе этих клубов не удалось. В 2002 году стал игроком ивано-франковского «Прикарпатья», где за полсезона отыграл 16 матчей, в которых забил 7 голов, чем привлёк к себе внимание клуба высшей лиги —криворожского «Кривбасса». Однако, проведя год в составе криворожан забил всего 1 гол, в связи с чем по окончании сезона 2002/2003 вернулся в Ивано-Франковск, где выступал за местные «Спартак» и «Факел». Последний матч на профессиональном уровне провёл в 2006 году. По завершении выступлений вернулся в родные Черкассы, где занялся предпринимательской деятельностью.

### Сборная
В 1995 году был вызван Виктором Колотовым в молодёжную сборную Украины, в составе которой провёл 1 игру, 10 ноября 1995 года выйдя на замену вместо Андрея Шевченко в матче против сборной Италии.

## Стиль игры
По собственному признанию, 80 % мячей забил головой. Как утверждал бывший одноклубник Борисенко по «Звезде», Александр Мызенко:

Мы смеемся ещё и сейчас. Сергей выходил один на один с вратарем, но не мог забить. Тогда он отдавал на фланг, мы ему навешивали на голову и … он забивал! Мы играли «товарняк» с Черкассами, где он действовал на позиции центрального защитника. Ищенко любил таких игроков и пригласил его в Кировоград. Уже там поставил его в атаку. Сергей так вкалывал на футбольном поле, что защитники плакали. Выносил мяч за бровку вместе с соперником. Он обожал прострелы с флангов, это была его стихия. Мы с Мартыновым смеялись — надо попадать Борисенко в голову, точно забьём
— Из интервью Александра Мызенко изданию «Украинский футбол»

## Достижения
- Победитель Первой лиги чемпионата Украины: 1994/1995
- Чемпион Словакии: 1998/1999
- Обладатель Кубка Словакии: 1998/1999
- Серебряный призёр Второй лиги чемпионата Украины (2): 2005/2006, 2006/2007